# Bureau De Wilt
Bureau De Wilt is een voormalig radioprogramma op de Nederlandse radiozender NPO Radio 2. Het programma werd iedere zondag tussen 12:00 en 14:00 uur uitgezonden door KRO-NCRV. Het programma, dat werd gepresenteerd door Emmely de Wilt, was de opvolger van Bureau Kijk in de Vegte. Invalpresentatoren waren onder anderen Gijs Staverman en Stefan Stasse. De sidekick was Sanne Blankena.
Net als bij Bureau Kijk in de Vegte zocht De Wilt in het programma naar antwoorden op vragen van luisteraars over alledaagse zaken. Luisteraars konden vragen insturen, waarna het productieteam op zoek ging naar antwoorden op deze vragen. De slogan van het programma was 'Hoe prangender, hoe beter, meer vragen in de ether!'
Vaste programmaonderdelen waren: de SOA (Sociaal Ongemakkelijke Aangelegenheid), waarin een luisteraar een sociaal ongemakkelijk probleem vertelde. Luisteraars konden reageren met hun oplossingen voor dit probleem. Daarnaast werd er regelmatig een kinderspreekkwartier gehouden, waarin kinderen hun vragen konden stellen.
Aan De Slag! · Afslag Thunder Road · Aje Tho! · Annemiekes A-lunch · Blokhuis · Bureau De Wilt · Bureau Kijk in de Vegte · Corné Klijns Soul Sensations · De Staat van Stasse · De Wild in de Middag · Echt Jasper · Funky Frank's · Giel ·Gijs 2.4 · Grand Café Kranenbarg · Helemaal Haandrikman · Het Platenpaleis · Hey JP! · Holy Hits · Jan-Willem Start Op! · Licence 2 Chill · Mega Album Top 50 · Motel De Wilt · Musical Moods · Muziekcafé · On the Beat · One Night Stenders · Het oor wil ook wat · Paul! · Rabbering Laat · Rarmarmar · RickvanV doet 2 · Rinkeldekinkel · Schiffers.fm · SHAY! · Simone's Songlines · Soul Night met One'sy · Spijkers met koppen · Thank God It's Sunday · The Best of 2night · The Big Frank Show · Thijs · Tijd voor Twee · Van Inkels Choice · Verrukkelijke 15 ·  VrijZaZo Show · Vroeg op Frank · 't Wordt Nu Laat · WILDGROEI · Wout2Day · Yora en Sander, Sander en Yora